# Vikingek: Valhalla
A Vikingek: Valhalla (eredeti cím: Vikings: Valhalla) 2022 és 2024 között vetített ír–kanadai-amerikai történelmi drámasorozat, amelyet Jeb Stuart készített. Ez a History Channeles Vikingek folytatása. A főbb szerepekben Sam Corlett, Frida Gustavsson, Leo Suter, Bradley Freegard, Jóhannes Haukur Jóhannesson, Caroline Henderson, Laura Berlin és David Oakes látható.
Amerikában és Magyarországon 2022. február 25-én mutatta be a Netflix.
A történet a Vikingek eseményei után száz évvel a Viking történelem végének a kezdetét mutatja be, amelyet az 1066-os Stamford Bridge-i csata zárt le.

## Rövid történet
Valhalla 100 évvel az anyasorozat után veszi fel a fonalat, amikor az északi harcosok kora a végéhez közeledik, az angol királyság ugyanis sikerrel ellenáll a skandináv hódítókkal szemben.

## Szereplők

### Főszereplők
| Színész                     | Szereplő                       | Magyar hang     | Évad |
| --------------------------- | ------------------------------ | --------------- | ---- |
| Sam Corlett                 | Leif Eriksson                  | Szatory Dávid   | 1–3  |
| Frida Gustavsson            | Freydís Eríksdóttir            | Rudolf Szonja   | 1–3  |
| Leo Suter                   | Harald Sigurdsson              | Makranczi Zalán | 1–3  |
| Bradley Freegard            | Knut király                    | Laklóth Aladár  | 1–3  |
| Jóhannes Haukur Jóhannesson | Jarl Olaf Haraldsson           | Zöld Csaba      | 1–2. |
| Caroline Henderson          | Jarl Estrid Haakon             | Náray Erika     | 1    |
| Laura Berlin                | Normandiai Emma angol királyné | Tornyi Ildikó   | 1–3  |
| David Oakes                 | Jarl Godwin                    | Lux Ádám        | 1–3  |

### Mellékszereplők
| Színész                | Szereplő           | Magyar hang            | Évad |
| ---------------------- | ------------------ | ---------------------- | ---- |
| Lujza Richter          | Liv                | Kisfaludy Zoltán       | 1–3  |
| Álfrún Laufeyjardóttir | Yrsa               |                        | 1    |
| Edward Franklin        | Skarde             | Penke Bence            | 1    |
| Gavan O'Connor-Duffy   | Njal               | Papucsek Vilmos        | 1    |
| Kenneth M. Christensen | Jarl Norí          |                        | 1–3  |
| Christopher Rygh       | Agnarr             |                        | 1–3  |
| Pääru Oja              | Arne Gormsson      |                        | 1    |
| James Ballanger        | Hallbjorn          |                        | 1–3  |
| Louis Davison          | Edmund herceg      | Nagy Gereben           | 1    |
| Gavin Drea             | Eadric Streona     |                        | 1    |
| Asbjørn Krogh Nissen   | Jarl Kåre          | Rosta Sándor           | 1    |
| Pollyanna McIntosh     | Ælfgifu királynő   | Timkó Eszter           | 1    |
| Stanislav Callas       | Jorundr Torvilsson | Kretz Boldizsár        | 2    |
| Maria Guiver           | Ælfwynn            | Trokán Anna            | 2    |
| Emily Mcentire         | Hrefna             | Bartus Emese           | 2    |
| Bradley James          | Lord Hárekr        | Fáncsik Roland         | 2    |
| Yngvild Støen Grotmol  | Lady Gudrid        | Sági Tímea             | 2    |
| Hayat Kamille          | Mariam             | Veszelovszki Janka     | 2    |
| Taylor James           | Batu               | Barabás Kiss Zoltán    | 2    |
| Kayode Akinyemi        | Kaysan             | Horváth-Töreki Gergely | 2    |
| Sofya Lebedeva         | Eleana             | Ágoston Katalin        | 2    |
| Tolga Safer            | Kurya              | Háda János             | 2    |
| Ailbe Cowley           | Brigtoc            | Csuha Bori             | 2    |

### Vendégszereplők
| Színész                   | Szereplő                      | Magyar hang         | Évad |
| ------------------------- | ----------------------------- | ------------------- | ---- |
| Bosco Hogan               | II. Ethelred angol király     | Szélyes Imre        | 1    |
| Wolfgang Cerny            | Sten Sigurdsson               |                     | 1    |
| Jack Mullarkey            | Toke                          |                     | 1    |
| Sam Stafford              | Ulf                           |                     | 1    |
| Frank Blake               | Birger                        |                     | 1    |
| Leifur Sigurðarson        | Gunnar Magnússon              |                     | 1    |
| Julian Seager             | Jarl Gorm                     | Barabás Kiss Zoltán | 1    |
| John Kavanagh             | A látó                        |                     | 1–   |
| Annabelle Mandeng         | Altöra                        |                     | 1    |
| Søren Pilmark             | Villásszakállú Svend király   | Ujréti László       | 1–   |
| Henessi Schmidt           | Gytha Thorkelsdóttir          |                     | 1–   |
| Ruben Lawless             | Harald Harefoot               |                     | 1–   |
| Charlie O'Connor          | Svein Knutsson                |                     | 1–   |
| Stephen Hogan             | Sigeferth                     |                     | 1    |
| Jack Hickey               | II. Richárd normandiai herceg |                     | 1–   |
| Stefán Haukur Jóhannesson | Magnus Olafsson               |                     | 2–   |

### Magyar változat
- Magyar szöveg: Vajda Evelin
- Hangmérnök: Bederna László
- Vágó: Pilipár Éva
- Gyártásvezető: Vigvári Ágnes
- Szinkronrendező: Orosz Ildikó
- Produkciós vezető: Fekete Márk

A szinkront a Direct Dub Studios készítette el.

## Évados áttekintés
| Évad | Évad | Epizódok | Amerikai sugárzás | Amerikai sugárzás | Amerikai adó     | Magyar sugárzás   | Magyar sugárzás   | Magyar adó |
| Évad | Évad | Epizódok | Évadpremier       | Évadfinálé        | Amerikai adó     | Évadpremier       | Évadfinálé        | Magyar adó |
| ---- | ---- | -------- | ----------------- | ----------------- | ---------------- | ----------------- | ----------------- | ---------- |
|      | 1    | 8        | 2022. február 25. | 2022. február 25. |                  | 2022. február 25. | 2022. február 25. |            |
|      | 2    | 8        | 2023. január 12.  | 2023. január 12.  | 2023. január 12. | 2023. január 12.  |                   |            |
|      | 3    | 8        | 2024. július 11.  | 2024. július 11.  | 2024. július 11. | 2024. július 11.  |                   |            |

## Epizódok

### 1. évad (2022)
| Sor. | Év. | Cím                                                 | Rendező           | Író               | Premier           |
| ---- | --- | --------------------------------------------------- | ----------------- | ----------------- | ----------------- |
| 1.   | 1.  | A grönlandiak (The Greenlanders)                    | Niels Arden Oplev | Jeb Stuart        | 2022. február 25. |
| 2.   | 2.  | A viking (Viking)                                   | Steve Saint Leger | Jeb Stuart        | 2022. február 25. |
| 3.   | 3.  | A mocsár (The Marshes)                              | Steve Saint Leger | Vanessa Alexander | 2022. február 25. |
| 4.   | 4.  | A híd (The Bridge)                                  | Steve Saint Leger | Declan Croghan    | 2022. február 25. |
| 5.   | 5.  | Csoda (Miracle)                                     | Hannah Quinn      | Eoin McNamee      | 2022. február 25. |
| 6.   | 6.  | Uppsala utolsó lánya (The Last Daughter of Uppsala) | Hannah Quinn      | Vanessa Alexander | 2022. február 25. |
| 7.   | 7.  | Döntések (Choices)                                  | David Frazee      | Declan Croghan    | 2022. február 25. |
| 8.   | 8.  | A kezdet vége (The End of the Beginning)            | David Frazee      | Eoin McNamee      | 2022. február 25. |

### 2. évad (2023)
| Sor. | Év. | Cím                                          | Rendező         | Író               | Premier          |
| ---- | --- | -------------------------------------------- | --------------- | ----------------- | ---------------- |
| 9.   | 1.  | A sors hálója (The Web of Fate)              | Ciaran Donnelly | Jeb Stuart        | 2023. január 12. |
| 10.  | 2.  | A hit tornyai (Towers of Faith)              | Ciaran Donnelly | Declan Croghan    | 2023. január 12. |
| 11.  | 3.  | Istenek darabjai (Pieces of the Gods)        | Monika Mitchell | Vanessa Alexander | 2023. január 12. |
| 12.  | 4.  | Az olvadás (The Thaw)                        | Monika Mitchell | Eoin McNamee      | 2023. január 12. |
| 13.  | 5.  | Születés és újjászületés (Birth and Rebirth) | Jan Matthys     | Niall Queenan     | 2023. január 12. |
| 14.  | 6.  | Bizalompróba (Leap of Faith)                 | Jan Matthys     | Niall Queenan     | 2023. január 12. |
| 15.  | 7.  | Besenyő (Pecheneg)                           | Emer Conroy     | Vanessa Alexander | 2023. január 12. |
| 16.  | 8.  | A leszámolás (The Reckoning)                 | Emer Conroy     | Declan Croghan    | 2023. január 12. |

### 3. évad (2024)
| Sor. | Év. | Cím                                             | Rendező      | Író               | Premier          |
| ---- | --- | ----------------------------------------------- | ------------ | ----------------- | ---------------- |
| 17.  | 1.  | Hét évvel később (Seven Years Later)            | David Frazee | Rachel Kilfeather | 2024. július 11. |
| 18.  | 2.  | Dicsőség és dicstelenség (Honour and Dishonour) | David Frazee | Jessica Sinyard   | 2024. július 11. |
| 19.  | 3.  | Elveszve (Lost)                                 | Hannah Quinn | Delinda Jacobs    | 2024. július 11. |
| 20.  | 4.  | Jomsborg veszte (The End of Jomsborg)           | Hannah Quinn | Alex Straker      | 2024. július 11. |
| 21.  | 5.  | Grönland (Greenland)                            | Jan Matthys  | Katie Baxendale   | 2024. július 11. |
| 22.  | 6.  | Visszatérés Kattegatba (Return to Kattegat)     | Jan Matthys  | Dana Fainaru      | 2024. július 11. |
| 23.  | 7.  | Kemény kézzel (Hardrada)                        | Emer Conroy  | Daisy Martey      | 2024. július 11. |
| 24.  | 8.  | Életutak (Destinies)                            | Emer Conroy  | Declan Croghan    | 2024. július 11. |

## A sorozat készítése
2019. január 4-én a Vikingek 6. évadának befejezése után, hogy Michael Hirst és az MGM Television spinoff sorozatot fejleszt Jeb Stuart íróval. November 19-én bejelentették, hogy a Valhalla sorozat száz évvel Ragnar Lothbrok halála után folytatódik a Netflixen. 24 részt terveztek és az MGM Television készítette az az írországi Ashford Filmstúdióban Wicklow megyéban, ahol az anyasorozatot is forgatták. A sorozat Leif Erikson és Freydís Eiriksdóttir kalandjaira összpontosít, valamint Harald Sigurdssonra és Hódító Vilmosra. 2022. március 9-én a Netflix zöld utat adott a Valhalla 2. évadának. November 21-én bejelentették, hogy 2023. január 12-én érkezik a 2. évad.

### Szereplőválogatás
2020. november 28-án egy hírügynökség arról számolt be, hogy szerintük Kenneth Christensen, Jóhannes Haukur Jóhannesson, Frida Gustavsson és David Oakes szerepet kapott a sorozatban. Később kiderült, hogy Frida Gustavsson Freydís Eiríksdóttir szerepét kapta meg, Jóhannes Haukur Jóhannesson Olaf Haraldssont alakítja, míg Kenneth Christensen Harald Sigurdssont alakítja, de ez téves volt, mert Harald szerepét Leo Suter kapta meg. Caroline Henderson Kattegat Jarljának szerepére szerződtették, Bradley Freegard és Pollyanna McIntosh Knut király és feleségét játsszák el, míg Sam Corlett Leif Erikssont. Alan Devine és Bosco Hogan korábban feltűntek a fősorozatban is, mint Eadric Streona és egy lindisfarne-i apát.
A második évad új szereplői: Bradley James mint Harekr, Hayat Kamille mint Mariam, Marcin Dorocinski mint Bölcs Jaroszláv, és Sofya Lebedeva mint Elena. Nikolai Kinski főszereplő lesz, mint IV. Rómanosz bizánci császár.

### Írók
A showrunner Jeb Stuart írócsapatába Vanessa Alexander, Declan Croghan és Eoin McNamee tartoznak. Az első epizódot Niels Arden Oplev rendezte.